# Gary Wright
Gary Malcolm Wright (Cresskill (New Jersey), 26 april 1943 – Palos Verdes Estates (Californië), 4 september 2023) was een Amerikaanse musicus.

## Carrière
Op jonge leeftijd speelde Gary in de Amerikaanse Broadway-musical Fanny. Vanaf die tijd heeft hij zich beziggehouden met muziek en bands. Na een studie psychologie in Europa was hij in 1967 medeoprichter van de Britse band Spooky Tooth. Hierin was hij toetsenist en zanger. Hij speelde ook mee op het album All Things Must Pass van George Harrison. Toen hij voor een paar jaar de band Spooky Thooth verliet, maakte hij twee soloalbums en richtte de band Wonderwheel op.
Nadat Spooky Tooth in 1974 werd ontbonden begon Wright aan een solocarrière. In 1975 bracht hij zijn debuutalbum The dream weaver (Warner Bros) uit. Hij scoorde in de hitlijsten met songs als Dream Weaver, Love Is Alive, Are You Weepin', etc.
Zijn werk op dit album is revolutionair te noemen omdat hij op de drums na enkel gebruik maakt van elektronische instrumenten, zoals de Moog (minimoog)-synthesizer, Fender Rhodes-piano, Arp-synthesizers, etc. Bekende artiesten die meewerkten aan het album The Dream Weaver zijn o.a. David Foster (toetsen), Ronnie Montrose (gitaar) en Steve Gadd (drums).
Na het succes van dit album bracht Gary Wright in de jaren 70 diverse andere soloalbums uit:
- The light of smiles, 1977
- Touch and gone, 1977
- Headin' home, 1979

In het laatstgenoemde album haalt Gary Wright de gitaar weer van stal met gitaarsolo's van Steve Lukather (Toto), drums: Jeff Porcaro (Toto) en vele anderen zoals achtergrondzang van Michael McDonald, Graham Nash en David Crosby. Verder heeft Wright samengewerkt met artiesten als George Harrison (The Beatles), Phil Collins, Mick Jones (Foreigner) en Steve Winwood.
Vanaf 2008 was Gary op tournee door Europa met de band Ringo Starr & His All-Starr Band.
In totaal heeft hij een veertiental albums op zijn naam staan.
Wright overleed op 80-jarige leeftijd na een lang ziekbed.

## Discografie
- Gary Wright's Extraction (1971)
- Footprint (1972)
- The dream weaver (1975)
- The light of smiles (1977)
- Touch and gone (1977)
- Headin' home (1979)
- The right place (1981)
- Who I am (1988)
- First signs of life (1995)
- Best of Gary Wright: The Dream Weaver (1998)
- Human love (1999)
- Waiting to catch the light (2008)
- The light of a million suns (2008)
- Connected (2010)

- Bibsys: 11046715
- Bibliothèque nationale de France: cb13901290q (data)
- Gemeinsame Normdatei: 13456135X
- International Standard Name Identifier: 0000 0001 1492 3437
- Library of Congress Control Number: n91077599
- MusicBrainz: d253d0b9-60e9-450c-bc9b-1c8891d2cb8a
- Nationale Bibliotheek van Tsjechië: xx0131338
- Nationale en Universitaire bibliotheek Zagreb: 000066991
- Istituto Centrale per il Catalogo Unico: UM1V027278
- Système universitaire de documentation: 086927388
- Virtual International Authority File: 60725243
- WorldCat: E39PBJfcTgf6hHhD4TcpGmQ8YP